# Taedong
Taedong (kor. 대동강), rijeka je u Sjevernoj Koreji. Izvor joj se nalazi u planinskom lancu Rangrimu na sjeveru zemlje, a utječe u Korejski zaljev kod grada Nampoa. Između te dvije točke rijeka teče kroz nekoliko većih sjevernokorejskih gradova, uključujući i Pjongjang (glavni grad Sj. Koreje).
Rijeka Taedong peta je najveća rijeka na Korejskom poluotoku, odnosno druga najveća u Sjevernoj Koreji. Zbog velike dubine te rijeke, ona se često koristi za prijevoz robe. Plovna je od ušća do 65 km dalje uzvodno (otprilike do grada Songrima).